# Fundação Johan Cruyff

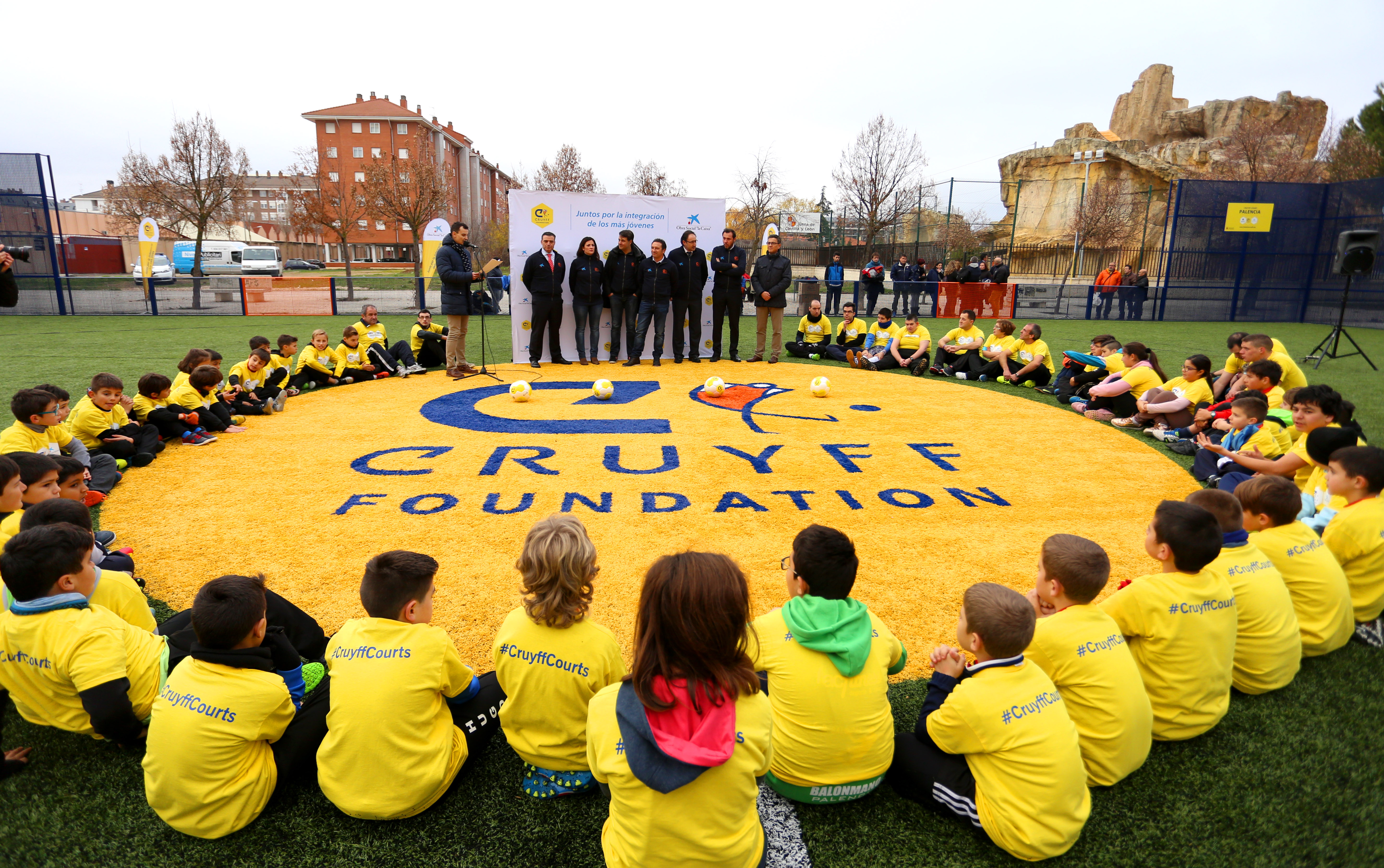
Inauguração de um Campo Cruyff em Palência (Espanha)

A Fundação Johan Cruyff (inicialmente Johan Cruyff Welfare Foundation ) é uma fundação iniciada em 1997 pelo jogador e treinador de futebol holandês Johan Cruijff (1947-2016) para fornecer oportunidades para crianças, especialmente crianças com deficiência, serem ativas em esportes e brincadeiras. Para isso, constrói "Campos Cruyff", pequenos campos de futebol com grama artificial, integrados aos bairros. Até 2016, foram construídas mais de 200 quadras desse tipo, 33 das quais fora. especialmente projetadas para crianças deficientes em locais apropriados. Os Campos Cruyff são normalmente construídos como uma parceria entre a fundação e o governo da cidade, e se um campo estiver perto de uma escola, tem de acolher um torneio de futebol escolar pelo menos uma vez por ano.
Cruyff fundou a fundação em 1997, ano em que completou 50 anos, comentando mais tarde que era melhor organizar uma instituição de caridade sozinho do que emprestar seu nome a outros esforços sobre os quais ele não tinha controle. O conselho veio de Terre des hommes . Sua sede fica em Amsterdã, com vista para o Estádio Olímpico .

## Cultura Popular
O Jogo Online Soccer Manager tem parceria com A Cruyff Foundation, onde eles aparecem até como patrocinadores que podem ser escolhidos para seu estádio.